# Universidad Estatal del Norte Fluminense
La Universidad Estatal del Norte Fluminense (en portugués: Universidade Estadual do Norte Fluminense) es una univerdad pública ubicada en la ciudad de Campos dos Goytacazes. La universidad se creó en 1991 y fue inaugurada en 1993. El proyecto fue desarrollado por el antropólogo Darcy Ribeiro.